# فريدريك هاند
فريدريك هاند (بالإنجليزية: Frederic Hand)‏ هو عازف قيثارة جاز وملحن وعازف جاز أمريكي، ولد في 1947.

## وصلات خارجية
- فريدريك هاند على موقع ميوزك برينز (الإنجليزية)
- فريدريك هاند على موقع أول ميوزيك (الإنجليزية)
- فريدريك هاند على موقع ديسكوغز (الإنجليزية)